# Charles Joseph Bertrand Demanet
Charles Joseph Bertrand Demanet (Graux, provincia de Namur, Bélgica, 26 de diciembre de 1814 – Oviedo, 23 de marzo de 1892), que españolizó su nombre como Carlos J. Bertrand, fue un técnico y empresario metalúrgico y minero que formó parte del elenco de maestros extranjeros que posibilitaron la industrialización de Asturias en la segunda mitad del siglo XIX. 

## Biografía
Era el octavo de los nueve hijos de Jean Joseph Bertrand Duchesne y de Maria Catherine Demanet Parmantier, de Graux. Huérfano de padre, a los 15 años se trasladó a la localidad de Annevoie Ruillon, a casa de un pariente herrero, con el que permaneció hasta los 18 años. En 1832 Ingresó en el ejército de su país -que acababa de adquirir su independencia de los Países Bajos-, en cuya escuela se instruyó y aprendió las técnicas del moldeo y la fundición. Pese a que estaba muy bien considerado en el ejército e iba a ser ascendido a oficial, abandonó la institución en 1840, licenciándose como sargento mayor, para dedicarse a la metalurgia.
Se trasladó primero a Gante y después a Lieja, donde se encontraban las fábricas de fundición más importantes de Bélgica. Ya convertido en maestro, acabó trabajando en el taller de molderías de la fábrica de Mr. Naguelmahers, y conoció de forma directa la sustitución de sistema tradicional de producción de forja catalana por el moderno sistema inglés introducido en Bélgica por John Cockerill. En esos años y en esa fábrica estableció una relación, muy importante para su futuro, con el entonces capitán español Francisco Antonio Elorza y Aguirre, quien años después le llamó para que se ocupara del taller de molderías de la Real Fábrica de Armas de Trubia.

### Fábrica de Trubia
En la década de 1840, el estado español decidió reorganizar la producción armamentística, debido al desabastecimiento del ejército y la marina. Por ello, se dispuso la reactivación de la abandonada factoría de Trubia, que había estado abierta con autonomía propia entre 1794 y 1808, año en que empezó a languidecer como sucursal de la fábrica de armas de Oviedo. El relanzamiento de la fábrica, asociada a la producción minera por la necesidad de carbón para su funcionamiento, fue el motor de la industrialización de la región, una industrialización que había sido diseñada por Jovellanos medio siglo antes y que se había ido posponiendo por falta de medios de transporte, de técnicos y de capitales.
El proyecto de Trubia se puso en marcha en 1844, bajo la dirección del teniente coronel Elorza, que se había formado en Bélgica y tenía experiencia siderúrgica. La nueva empresa requería de profesionales formados en los nuevos procesos metalúrgicos introducidos por Inglaterra en el norte de Europa, y aquí entran en escena los técnicos belgas y franceses, ya que Asturias no disponía de este tipo de capital humano.
Elorza llamó a Bertrand, quien arribó al puerto de Gijón el 28 de febrero de 1846 y se instaló en Trubia. Cuando llegó a España, los edificios de la fábrica estaban aún por concluir y algunos aún sin empezar. A principios de abril de 1846, se realizó la primera fusión “cabiéndome el insigne honor de vaciar el primer quintal de fundición y transformarlo en piezas industriales”, recordó 35 años más tarde Carlos J. Bertrand en su opósculo “El verdadero Libre-cambista. Estudio Teórico-Práctico del desarrollo de la industria metalúrgica y carbonera en Asturias”. Se encontró con una región en un estado de desarrollo unas dos décadas por detrás de su país y en la que el carbón era arrancado de la superficie de la tierra por los propios aldeanos, es decir, Asturias carecía aún de una industria extractiva del carbón.
Bertrand trabajó diez años en la fábrica de Trubia, dirigiendo el taller de molderías, dedicado especialmente a los adornos, bustos y estatuas, del cual salieron numerosas obras. La primera de ellas, en 1846, fue un busto de la reina Isabel II, atribuida al escultor Francisco Pérez del Valle, copias del cual se exhiben actualmente en el Museo del Ejército, en el Museo Histórico Militar de Sevilla y en la calle Ramón y Cajal de Oviedo. Un busto del rey consorte, Francisco de Asís, salido del taller de Bertrand obtuvo para Trubia la medalla de oro de la Exposición de Londres de 1851. Por ello, se le concedió al maestro belga la Cruz de la Orden de Isabel La Católica. Otra conocida producción del taller trubieco es la estatua del político y militar lojeño Ramón María Narváez, ubicada en la Plaza de la Constitución de Loja (Granada).
La fábrica de Trubia se consolidó también como un importante foco de formación de aprendices de las nuevas técnicas de fundición, de los cuales Carlos J. Bertrand instruyó a once muchachos de 12 a 14 años. La mayoría de ellos se convertirían después en destacados maestros fundidores. Entre ellos se encontraban José Virto y Prudencio Suárez, que en 1865 dirigirían en Sevilla la fundición de los leones de bronce que protegen simbólicamente la entrada del Congreso de los Diputados español, obra del escultor Ponciano Ponzano. La fundición en bronce de la estatua de Pelayo inaugurada el 8 de agosto de 1891, y realizada en las fábricas de Moreda y Gijón, fue moldeada también por otro discípulo de Bertrand, el maestro fundidor Carlos Fernández. Dicha estatua puede admirarse actualmente en la Plaza del Marqués de esta última ciudad.

### Empresas propias

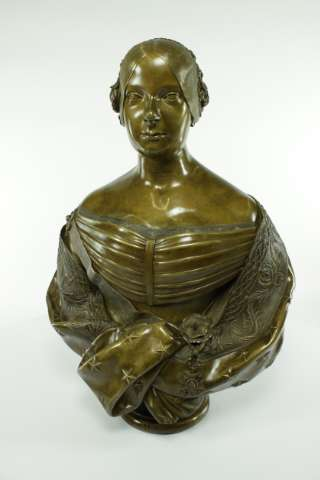
Busto de la reina Isabel II realizado en la Fábrica de Trubia en 1846 bajo la dirección de Carlos J. Bertrand

Tras diez años en Trubia, Bertrand se queda en España y se convierte en empresario asturiano, iniciando una saga familiar que contribuyó notablemente al desarrollo de la región. Se estableció en Oviedo, donde montó fábricas metalúrgicas, y creó una gran empresa carbonera en la cuenca, además de atraer a inversores de su país.
En 1856 Bertrand, Elorza y José María Bernaldo de Quirós, marqués de Camposagrado, entre otros socios, crean en Oviedo la fábrica de refusión de hierro La Amistad, cuya primera razón social fue Quirós, Bertrand, Elorza y Compañía, y cuyo primer director fue Carlos J. Bertrand.
En 1860, Bertrand abandona La Amistad y funda su propia empresa, la Fábrica de Fundición y Construcción de Bertrand, que construyó en unos terrenos del Paseo de Santa Clara adquiridos en subasta pública, donde edificó también su vivienda familiar. En la Fundición Bertrand trabajaban unos 40 operarios y salían de ella anualmente unas 120 toneladas de piezas de fundición, con un pico de producción en el año 1869, de 250 toneladas de lingote, destinados a la construcción de camas, cocinas económicas, estufas, accesorios de maquinaria y otros objetos. La producción media en hierro dulce era de 40 toneladas al año, empleadas en la fabricación de camas, balcones, miradores, etc. La fundición pasó a sus herederos en 1888 y mutó su nombre por el de Fundición y Construcción de Bertrand Hermanos.

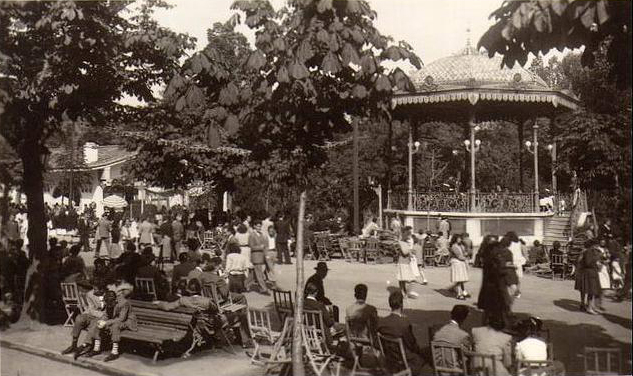
Aspecto original del quiosco de música en el Campo de San Francisco, Oviedo, realizado en la Fundición Bertrand. Hacia 1950.

En 1863, Carlos J. Bertrand hace su aparición como empresario minero en el valle de Turón, Mieres, registrando en enero de ese año las minas “Carolina” y “Julia”, a las que siguen el año siguiente la “Caminera” y la “Comienza”. Esto supone la irrupción en la cuenca de la saga de los Bertrand, que serviría de enlace después con Hulleras del Turón, la empresa que, a finales del siglo XIX, racionalizó la explotación carbonífera de la zona. Bertrand, que ocupó cargos directivos en la Asociación Hullera de Asturias, siguió registrando pertenencias mineras durante esa década y la siguiente, bien en nombre propio o en representación de terceros, como la Sociedad Metalúrgica y Carbonera Belga o la Sociedad Villar, Turón y Santa Bárbara. Dicha actividad de explotación minera sería continuada durante muchas décadas por sus hijos, los hermanos Bertrand Renard, y alguno de sus nietos.

### Matrimonio y descendencia
Charles Joseph Bertrand Demanet se casó en Lieja, el 7 de julio de 1841, con Josephine Renard Gobert, natural de dicha ciudad. El matrimonio tuvo nueve hijos, los dos primeros nacidos en Bélgica, y el resto, en España: Celestina, Alfredo, Julia, Carolina, Julio, Clementina, Carlos, Eugenio y Arturo.
El patriarca de la familia tuvo ocasión de viajar por última vez a su país natal, en 1889, haciendo coincidir este viaje con su visita a la Exposición Universal de París de ese año
Murió a los 77 años, el 23 de marzo de 1892, en Oviedo, en cuyo cementerio de El Salvador reposan sus restos.